# آلسیو تالیانی
آلسیو تالیانی (ایتالیایی: Alessio Taliani؛ زادهٔ ۱۱ اکتبر ۱۹۹۰) دوچرخه‌سوار اهل ایتالیا است.

## باشگاهی
از باشگاه‌هایی که در آن رکاب زده‌است می‌توان به اندرونی جوکاتولی–سیدرمک اشاره کرد.